# WON Most Improved Wrestler
El Most Improved Wrestler es un premio de la revista Wrestling Observer Newsletter al luchador que más ha mejorado sus habilidades en el ring respecto al año anterior.

## Historia
El primer ganador en 1980 fue Larry Zbyszko quien se convirtió en un luchador estelar y encabezó varios eventos luchando contra Bruno Sammartino, la gran figura de esa época. 
En 1981, lo recibe Adrian Adonis por su paso de AWA a WWF donde fue retador habitual del entonces Campeón Mundial Bob Backlund. Al año siguiente Jim Duggan es galardonado, ya que ese año dejó WWF y fichó por Mid-South Wrestling, convirtiéndose en uno de sus principales activos.
En 1984 Curt Hennig gana el Premio al luchar en diferentes compañías del país. 
Al año siguiente The Cobra quien ganó el WWF Junior Heavyweight Championship ese año, en 1985 Steve Williams quien destacara en Mid-South Wrestling, mismo caso con Rick Steiner quien lo recibió en 1986.
En 1987 Big Bubba Rogers fue premiado, año en que consiguió el UWF Heavyweight Championship. Al año siguiente Sting fue el más votado por sus buenas luchas retando a Ric Flair por el NWA World Heavyweight Championship, mismo año en que recibió los Premios a Mejor Lucha y Luchador Más Carismático.  Finalizando la década Lex Luger fue galardonado, año en que consiguió por tercera vez el NWA United States Heavyweight Championship y tener el reinado más largo de ese Campeonato.
En 1990 gana Kenta Kobashi por sus buenas luchas en All Japan Pro Wrestling. En 1991 Dustin Rhodes quien dejó WWF y se unió a WCW donde logró mostrar su potencial. El Samurai es el más votado en 1992, a principios de ese año llegó a la final del torneo Best of the Super Juniors y ganó posteriormente el IWGP Junior Heavyweight Championship. En 1993 Tracy Smothers, quien había dejado WCW el año anterior y destacó por sus buenas luchas en Smoky Mountain Wrestling. En 1994 Diesel quien ganara el WWE Intercontinental Championship, el WWF Tag Team Championship junto a Shawn Michaels y el WWF Championship durante el transcurso del año.
Los dos años siguientes los premiados fueron los luchadores de World Championship Wrestling, Johnny B. Badd y Diamond Dallas Page. 
En 1997 ganó el japonés Tatsuhito Takaiwa de New Japan Pro Wrestling y en 1998 The Rock, año en que se convirtió en un gran favorito del público y consiguió su primer reinado como WWF Champion. En 1999 el más votado fue Vader ganando la vacante Triple Crown Heavyweight Championship y el torneo Champion Carnival en All Japan Pro Wrestling.
A comienzos de década Kurt Angle recibe el Premio, ya que ese año ganó el WWE European Championship y el WWE Intercontinental Championship en febrero, el torneo King of the Ring en junio y el WWF Championship en octubre. Ese año el Wrestling Observer Newsletter también le otorgó el Premio a Mejor Personaje. En 2001 Keiji Mutoh fue galardonado por su reinado como Triple Crown Heavyweight Championship y haber llegado a la final del G1 Climax. Ese mismo año recibió los premios a Mejor Luchador, Mejor Lucha y Mejor Movimiento.
En 2002 y 2003 Brock Lesnar fue el premiado, años donde ganó tres veces el WWE Championship, una vez el torneo King of the Ring, el Royal Rumble de 2003. En 2004 Randy Orton es escogido, ese año ganó se convirtió por primera vez en World Heavyweight Champion. El año siguiente el ganador fue Roderick Strong siendo el primer luchador de Ring of Honor en recibir el premio y en 2006 Takeshi Morishima se convierte en el primer y único luchador de Pro Wrestling Noah en ganar esta categoría hasta ahora.
En 2007 Montel Vontavious Porter quien tuvo un largo reinado como Campeón de Estados Unidos. Los dos años siguientes The Miz recibe el galardón donde fue Campeón en Parejas junto a John Morrison y Campeón de Estados Unidos. En 2010 Sheamus gana la categoría al obtener por segunda vez el Campeonato WWE en junio y en noviembre el torneo King of the Ring. Al año siguiente el gana Dolph Ziggler quien fue Campeón de Estados Unidos seis meses ese año.
El 2012 Kazuchika Okada se convirtió en un luchador top de NJPW ganando el IWGP Heavyweight Championship y el torneo G-1 Climax de ese año, además del Premio a la Mejor Rivalidad por sus luchas contra Hiroshi Tanahashi. El año posterior Roman Reigns gana la categoría por sus luchas como parte de The Shield y tener el Campeonato en Parejas junto a Seth Rollins. En 2014 el luchador Rusev dio el salto de NXT al elenco principal donde estuvo invicto todo el año y consiguió el Campeonato de Estados Unidos.
Bayley se convierte en la primera mujer en ganar el Premio en 2015, año en que ganó el NXT Women's Championship. En 2016 fue Matt Riddle, quien transicionó de UFC a la lucha libre. Al año posterior Braun Strowman recibió el galardón por pasar a encabezar varios eventos y en 2018 Adam Page quien luchó en varias promocioenes. En 2019 Lance Archer dejó la división en parejas y se convirtió en luchador individual ganando el IWGP United States Heavyweight Championship.
En 2020 Britt Baker se convierte en la segunda mujer y primera persona de All Elite Wrestling en recibir el premio por su ascenso en la división femenina de la compañía, caso similar con Tay Conti quien ganó en 2021. En 2022 por primera vez gana un equipo, en este caso The Acclaimed (Max Caster y Anthony Bowens) por sus buenas luchas como Campeones en Parejas de AEW. Por cuarta vez consecutiva AEW se lleva el galardón, en este caso por la mejoría de Julia Hart y en 2025 Kyle Fletcher quien pasa de ser parte de Aussie Open a luchar individualmente.

## Ganadores
| Año  | Luchador                 | Empresa                                                                               |
| ---- | ------------------------ | ------------------------------------------------------------------------------------- |
| 1980 | Larry Zbyszko            | World Wrestling Federation                                                            |
| 1981 | Adrian Adonis            | American Wrestling Association                                                        |
| 1982 | Jim Duggan               | Mid-South Wrestling                                                                   |
| 1983 | Curt Hennig              | American Wrestling Association Pacific Northwest Wrestling World Wrestling Federation |
| 1984 | The Cobra                | New Japan Pro-Wrestling Stampede Wrestling                                            |
| 1985 | Steve Williams           | Mid-South Wrestling                                                                   |
| 1986 | Rick Steiner             | Mid-South Wrestling                                                                   |
| 1987 | Big Bubba Rogers         | Universal Wrestling Federation                                                        |
| 1988 | Sting                    | Jim Crockett Promotions                                                               |
| 1989 | Lex Luger                | World Championship Wrestling                                                          |
| 1990 | Kenta Kobashi            | All Japan Pro Wrestling                                                               |
| 1991 | Dustin Rhodes            | World Championship Wrestling                                                          |
| 1992 | El Samurai               | New Japan Pro-Wrestling                                                               |
| 1993 | Tracy Smothers           | Smoky Mountain Wrestling                                                              |
| 1994 | Diesel                   | World Wrestling Federation                                                            |
| 1995 | Johnny B. Badd           | World Championship Wrestling                                                          |
| 1996 | Diamond Dallas Page      | World Championship Wrestling                                                          |
| 1997 | Tatsuhito Takaiwa        | New Japan Pro-Wrestling                                                               |
| 1998 | The Rock                 | World Wrestling Federation                                                            |
| 1999 | Vader                    | All Japan Pro Wrestling                                                               |
| 2000 | Kurt Angle               | World Wrestling Federation                                                            |
| 2001 | Keiji Mutoh              | New Japan Pro-Wrestling All Japan Pro Wrestling                                       |
| 2002 | Brock Lesnar             | World Wrestling Entertainment                                                         |
| 2003 | Brock Lesnar             | World Wrestling Entertainment                                                         |
| 2004 | Randy Orton              | World Wrestling Entertainment                                                         |
| 2005 | Roderick Strong          | Ring of Honor                                                                         |
| 2006 | Takeshi Morishima        | Pro Wrestling NOAH                                                                    |
| 2007 | Montel Vontavious Porter | World Wrestling Entertainment/WWE                                                     |
| 2008 | The Miz                  | World Wrestling Entertainment/WWE                                                     |
| 2009 | The Miz                  | World Wrestling Entertainment/WWE                                                     |
| 2010 | Sheamus                  | World Wrestling Entertainment/WWE                                                     |
| 2011 | Dolph Ziggler            | World Wrestling Entertainment/WWE                                                     |
| 2012 | Kazuchika Okada          | New Japan Pro-Wrestling                                                               |
| 2013 | Roman Reigns             | WWE                                                                                   |
| 2014 | Rusev                    | WWE                                                                                   |
| 2015 | Bayley                   | WWE                                                                                   |
| 2016 | Matt Riddle              | Evolve Pro Wrestling Guerrilla                                                        |
| 2017 | Braun Strowman           | WWE                                                                                   |
| 2018 | Adam Page                | New Japan Pro-Wrestling Ring of Honor                                                 |
| 2019 | Lance Archer             | New Japan Pro-Wrestling                                                               |
| 2020 | Britt Baker              | All Elite Wrestling                                                                   |
| 2021 | Tay Conti                | All Elite Wrestling                                                                   |
| 2022 | The Acclaimed            | All Elite Wrestling                                                                   |
| 2023 | Julia Hart               | All Elite Wrestling                                                                   |
| 2024 | Kyle Fletcher            | All Elite Wrestling                                                                   |